# Kasbon
Een kasbon is een door een kredietinstelling uitgegeven obligatie, waarin een financiële instelling bevestigt dat ze een bepaald bedrag in ontvangst heeft genomen en dat ze deze som zal teruggeven na verloop van een bepaalde periode. Boven op deze som kan de schuldeiser nog een rente oftewel intrest verwachten.
Als de belegger zijn geld binnenlevert, krijgt hij hiervoor een schuldbekentenis in de vorm van een waardepapier aan toonder. Dit betekent dat het niet uitmaakt wie de eigenaar is; degene die het waardepapier inlevert krijgt het geld.
Een kasbon bestaat uit een mantel en een couponblad. De mantel vertegenwoordigt het kapitaal en vermeldt bij welke financiële instelling het geld gedeponeerd is, welke intrestvoet er geldig is, de decoupondatum en de eindvervaldag. Het couponblad vertegenwoordigt de intrest. Elk jaar knipt de belegger een coupon af en gaat deze dan innen bij de financiële instelling. Op de einddag levert de schuldeiser zijn mantel in. Hiervoor krijgt hij dan zijn kapitaal terug.
Kasbons worden enkel uitgeschreven door financiële instellingen. De uitgifteprijs is steeds "a pari", wat wil zeggen dat als men bijvoorbeeld intekent voor een kasbon van 2500 euro, men hiervoor ook effectief 2500 euro betaalt.
Men kan op eender welk moment intekenen op kasbons. Het is een soort van obligatie uitgegeven door een bank met een duur die meestal tussen de 1 en 10 jaar ligt. Een kasbon geldt als een bewijs van schuld van de kredietlener (bank die de kasbon uitgeeft). Vanaf 2008 werden geen Belgische kasbons aan toonder meer uitgegeven. Ze mogen niet meer fysiek geleverd worden.

## Varianten
- Kapitalisatiebon
- Kasbon met facultatieve kapitalisatie